# Petîhî, Mostîska
Petîhî (în ucraineană Петихи) este un sat în comuna Malnivska Volea din raionul Mostîska, regiunea Liov, Ucraina.

## Demografie
Componența lingvistică a localității Petîhî
     Ucraineană (100%)
Conform recensământului din 2001, toată populația localității Petîhî era vorbitoare de ucraineană (100%).